# Đinh Nho Quang
Đinh Nho Quang (? - ?) còn có tên là Đinh Thế Hiển, là quan nhà Nguyễn trong lịch sử Việt Nam.

## Tiểu sử
Ông là người huyện Hương Sơn, tỉnh Hà Tĩnh; thuộc dòng dõi tiến sĩ Đinh Nho Công (1637- ?) thời Hậu Lê.
Năm 1855, Đinh Nho Quang thi đỗ cử nhân, làm quan trải đến chức tuần phủ tại tỉnh nhà. Khi vua Hàm Nghi chạy ra Cam Lộ (Quảng Trị) ban bố dụ Cần Vương ngày 13 tháng 7 năm 1885, được nhiều người ở nhiều nơi hưởng ứng thì Đinh Nho Quang lại dẫn quân Pháp đi đàn áp các cuộc khởi nghĩa.
Trong bức thư chiêu dụ lãnh tụ Phan Đình Phùng của ông có câu: 
...Ông chỉ nằm bẹp ở trong núi, không chịu ra hàng, để ban đêm thì làm hùm làm beo, còn ban ngày thì làm chồn làm cáo, tưởng không phải là kế vững bền được đâu...
Tức giận vì lời lẽ xấc láo trong thư, năm 1892, một tùy tướng của Phan Đình Phùng là Cao Thắng đã lập kế bắt sống Đinh Nho Quang đưa về chiến khu Vụ Quang (hay Vũ Quang, nay thuộc xã Hương Quang, huyện Vũ Quang, tỉnh Hà Tĩnh) giam lại, rồi bắt gia đình phải nộp tiền chuộc 
Trong lúc gia đình đang lo tiền, thì Đinh Nho Quang được quân Pháp giải cứu khi đánh vào chiến khu Vụ Quang.
Không rõ năm nào, Đinh Nho Quang mất vì bệnh.

## Sách tham khảo
- Nguyễn Q. Thắng-Nguyễn Bá Thế, Từ điển nhân vật lịch sử Việt Nam. Nhà xuất bản Khoa học Xã hội, Hà Nội, 1992.
- Vũ Ngọc Khánh, Quan lại trong lịch sử Việt Nam. Nhà xuất bản Thanh Niên, 2008.
- Nhân Văn Trẻ, Hỏi đáp lịch sử Việt Nam (tập 4). Nhà xuất bản Trẻ, 2007.